# Al-Arabi SC (Catar)
El Al-Arabi (en árabe: النادي العربي الرياضي‎) es un club de fútbol de Catar con base en Doha. Actualmente se desempeña en la Liga de Catar primera división del fútbol catarí.
Por este equipo han pasado grandes jugadores y entrenadores de la talla de Gabriel Batistuta jugando aquí la última etapa de su carrera, como también Leonardo Pisculichi, otro futbolista de nacionalidad argentina y entrenadores como el chileno Luis Santibáñez y el italiano Pierluigi Casiraghi.

## Uniforme
| Periodo       | Proveedor    | Patrocinador principal | Patrocinador secundario           |
| ------------- | ------------ | ---------------------- | --------------------------------- |
| 2000-2001     | Grand Sport  | Doha Bank              | No hay                            |
| 2001-2002     | Adidas       | Doha Bank              | No hay                            |
| 2002–2003"    | Adidas       | Doha Bank              | No hay                            |
| 2003–2004     | Erreà        | Doha Bank              | No hay                            |
| 2004–2005"    | Grand Sport  | No hay                 | No hay                            |
| 2005–2006     | Grand Sport  | No hay                 | No hay                            |
| 2006–2007     | Adidas       | Doha Bank              | No hay                            |
| 2007–2008     | Burrda Sport | No hay                 | No hay                            |
| 2008–2009     | Burrda Sport | No hay                 | No hay                            |
| 2009–2010     | Burrda Sport | QPM                    | Salman & brother & Al Rayan Bank  |
| 2010–2011     | Burrda Sport | QPM                    | Salman & brother                  |
| 2011–2012     | Adidas       | QPM                    | Salman & brother                  |
| 2012–2013     | Adidas       | No hay                 | Salman & brother                  |
| 2013–2017     | Adidas       | No hay                 | No hay                            |
| 2017–2018     | Burrda Sport | No hay                 | No hay                            |
| 2018–2019     | Puma         | No hay                 | No hay                            |
| 2019-2021     | Puma         | Doha Bank              | Sharq Insurance & Dreama          |
| 2021-2022     | Puma         | Doha Bank              | Sharq Insurance & Dreama & Snoonu |
| 2022-2023     | Puma         | Snoonu                 |                                   |
| 2023-presente | Adidas       | Doha Bank              | No hay                            |

## Palmarés

### Torneos Nacionales (24)
- Liga de Catar (7): 1983, 1985, 1991, 1993, 1994, 1996, 1997
- Copa del Emir de Catar (9): 1978, 1979, 1980, 1983, 1984, 1989, 1990, 1993, 2023
- Copa Príncipe de Catar (1): 1997
- Copa FA de Catar (1): 2022
- Copa del Jeque Jassem (6): 1980, 1982, 1994, 2008, 2010 , 2011
- Subcampeón de la Liga de Catar (2): 2001, 2023
- Subcampeón de la Copa del Emir de Catar (5): 1976, 1986, 1991, 1994, 2020
- Subcampeón de la Copa Príncipe de Catar (5): 1995, 1998, 2001, 2010, 2011.

### Torneos Internaciones (0)
- Subcampeón de la Campeonato Asiático de Clubes (1): 1995